# Edgerton (Minnesota)
Pour les articles homonymes, voir Edgerton.
La ville américaine d’Edgerton est située dans le comté de Pipestone, dans l’État du Minnesota. Lors du recensement de 2020, elle comptait 1 258 habitants.